# Hyeonchungil
Le Hyeonchungil (coréen : 현충일) est une fête célébrée le 6 juin de chaque année depuis 1956. C'est une journée commémorant les hommes et les femmes morts pendant leur service militaire, pendant la guerre de Corée et d'autres guerres ou batailles importantes. 
Ce jour-là, une cérémonie commémorative a lieu au cimetière national de Séoul. À 10 heures, une sirène sonne dans tout le pays et les Coréens font des prières silencieuses pendant une minute. Le drapeau sud-coréen est levé à mi-hauteur. Il est interdit de publier des photos de tombes de soldats tombés au combat, sauf si le photographe a un lien biologique avec le soldat tombé au combat. Dans le cas contraire, ils peuvent être accusés de diffamation et de violation de la vie privée[réf. à confirmer].